# Акари, Варвара
Варвара (Барб) Акари или Мария Воплощения (фр. Marie de l'Incarnation; 1 февраля 1566, Париж, Франция — 18 апреля 1618, Понтуаз, Франция) — блаженная Римско-католической церкви, инокиня Ордена Босых Кармелиток, мать и основательница Кармеля во Франции.

## Биография
Варвара Аврийо родилась в Париже во Франции 1 февраля 1566 года в семье дворян Николя Аврийо — шевалье де Шамплетрё и Марии Льюльер. Воспитание и образование девочки было доверено монахиням из Конгрегации Меньших Сестер Гумилиаток Нашей Госпожи в монастыре Лонжшамп. В 1580 году Варвара вернулась домой — в богатое имение под Парижем.
Несмотря на желание дочери посвятить себя монашескому призванию, в 1582 году родители выдали её замуж за Пьера Акари — виконта де Виллемора — шевалье де Монброста и де Ронсеней. Варварародила супругу шестерых детей, из которых только один сын женился и остался в миру, а двое сыновей и три дочери приняли монашество. Из-за общественной позиции супруга, не желавшего признавать право протестанта Генриха IV на трон Франции в 1590 году семья подверглась изгнанию из Парижа. Акари нашли убежище у родственников де Берюлей.
В 1598 году им вернули состояние и позволили вернуться из изгнания. В скором времени их дом в Париже стал местом, где собирались лучшие представители общества столицы, например, священник из Нормандии Жан Квинтанадуанас де Бретиньи, который первым во Франции вступил в реформированную ветвь кармелитов. В 1602 году духовником Варвары стал епископ Женевы Франсуа де Саль (впоследствии причисленный к лику святых), обративший её внимание на босых кармелиток.
В 1601 году ей было видение, в котором святая Тереза Авильская благословила Варвару основать монастыри своих монахинь во Франции. 29 августа 1604 года из Испании по приглашению родственника Варвары — кардинала Пьера де Берюля во Францию прибыли первые босые кармелитки, среди которых были Анна Святого Варфоломея и Анна Иисуса. 18 октября того же года открылась первая обитель босых кармелиток во Франции — монастырь Воплощения в Париже, монахинями которого стали воспитанницы Варвары. Вскоре все её дочери приняли постриг в этом монастыре. В следующие два года она основала монастыри в Понтуазе, Дижоне, Амьене и Туре.
В 1613 году Варвара овдовела. 7 апреля 1614 года, выдержав положенный траур по мужу, поступила в монастырь босых кармелиток в Амьене и приняла новое имя Марии Воплощения. Из-за ослабшего здоровья 7 декабря 1616 года её перевели в монастырь в Понтуазе. Здесь после долгой болезни Мария Воплощения скончалась в день Пасхи 18 апреля 1618 года.

## Почитание
Римский Папа Пий VI 5 июня 1791 года причислил её к лику блаженных.
Литургическая память ей совершается 18 апреля.